# Jiepaixiang (ort i Kina, Hunan Sheng, lat 25,29, long 111,61)
Jiepaixiang (kinesiska: 界牌乡) är en ort i Kina. Den ligger i provinsen Hunan, i den södra delen av landet, omkring 350 kilometer sydväst om provinshuvudstaden Changsha. Antalet invånare är 14 282. Befolkningen består av 6 805 kvinnor och 7 477 män. Barn under 15 år utgör 24,0 %, vuxna 15-64 år 66 %, och äldre över 65 år 9,0 %.
Runt Jiepaixiang är det ganska tätbefolkat, med 144 invånare per kvadratkilometer. Närmaste större samhälle är Xianglinpuzhen, 9,6 km nordväst om Jiepaixiang. I omgivningarna runt Jiepaixiang växer huvudsakligen savannskog.
Genomsnittlig årsnederbörd är 2 044 millimeter. Den regnigaste månaden är maj, med i genomsnitt 302 mm nederbörd, och den torraste är oktober, med 49 mm nederbörd.